# Kaoru Nagadome
Kaoru Nagadome (永留 かおる, 7 de maig de 1973) és una exfutbolista japonesa.

## Selecció del Japó
Va debutar amb la selecció del Japó el 1997. Va disputar 4 partits amb la selecció del Japó. Ha disputat Copa del Món de 1999.

## Estadístiques
| Selecció del Japó | Selecció del Japó | Selecció del Japó |
| Anys              | Partits           | Gols              |
| ----------------- | ----------------- | ----------------- |
| 1997              | 1                 | 0                 |
| 1998              | 0                 | 0                 |
| 1999              | 3                 | 0                 |
| Total             | 4                 | 0                 |